# Karen Pickering
Karen Denise Pickering MBE (* 19. Dezember 1971 in Hove, England) ist eine ehemalige britische Schwimmerin. Sie gewann bei Weltmeisterschaften auf der 50-Meter-Bahn je eine Gold- und Silbermedaille, auf der 25-Meter-Bahn erschwamm sie drei Goldmedaillen, eine Silbermedaille und zwei Bronzemedaillen. Bei Commonwealth Games erhielt sie vier Gold-, sieben Silber- und zwei Bronzemedaillen. Hinzu kamen neun Bronzemedaillen bei Europameisterschaften auf der Langbahn sowie je zwei Silber- und Bronzemedaillen auf der Kurzbahn.

## Sportliche Karriere

### 1989 bis 1992
Karen Pickerings internationale Karriere begann 1989 bei den Europameisterschaften in Bonn. Dort wurde sie Sechste über 100 Meter Freistil und mit der 4-mal-100-Meter-Freistilstaffel. Mit der 4-mal-100-Meter-Lagenstaffel belegte sie den fünften Platz. Im Jahr darauf bei den Commonwealth Games 1990 in Auckland gewann Pickering eine Silbermedaille mit der englischen Lagenstaffel und eine Bronzemedaille mit der englischen Freistilstaffel. Über 100 Meter Freistil wurde sie Vierte.
Anfang 1991 bei den Weltmeisterschaften in Perth wurde Pickering Fünfte mit der Lagenstaffel und Achte mit der Freistilstaffel. Im August bei den Europameisterschaften in Athen erreichte nur die Freistilstaffel das Finale und belegte den siebten Platz. 1992 trat Pickering bei den Olympischen Spielen in Barcelona in vier Wettbewerben an. Während sie über 50 Meter Freistil und über 100 Meter Freistil im Vorlauf ausschied, erreichte sie über 200 Meter Freistil das B-Finale und belegte den zehnten Platz. Die britische Freistilstaffel verfehlte das Finale mit der zehntbesten Vorlaufzeit um vier Sekunden.

### 1993 bis 1996
1993 war Sheffield Gastgeberstadt der Europameisterschaften. Pickering belegte den sechsten Platz über 100 Meter Freistil. Über 200 Meter Freistil wurde sie Dritte hinter der Deutschen Franziska van Almsick und der Rumänin Luminița Dobrescu. Die britische 4-mal-200-Meter-Freistilstaffel mit Sarah Hardcastle, Debbie Armitage, Claire Huddart und Karen Pickering schlug ebenfalls als Dritte an hinter den Staffeln aus Deutschland und Schweden. Ihre dritte Bronzemedaille gewann Pickering mit der Lagenstaffel, die in der Besetzung Katharine Osher-Read, Jaime King, Alex Bennett und Karen Pickering hinter den Deutschen und den Russinnen das Ziel erreichte. Bei den Kurzbahnweltmeisterschaften 1993 in Palma de Mallorca belegte Pickering den dritten Platz über 100 Meter Freistil. Tags darauf siegte sie über 200 Meter Freistil. Im August 1994 fanden im kanadischen Victoria die Commonwealth Games 1994 statt. Karen Pickering gewann über 100 Meter Freistil. Über 200 Meter Freistil wurde sie Dritte hinter den Australierinnen Susie O’Neill und Nicole Stevenson. Außerdem gewann Pickering Gold mit der 4-mal-100-Meter-Freistilstaffel sowie Silber mit der 4-mal-200-Meter-Freistilstaffel und der Lagenstaffel. Anfang September bei den Weltmeisterschaften in Rom wurde Pickering Siebte über 100 Meter Freistil und belegte den fünften Platz mit der 4-mal-100-Meter-Freistilstaffel.
1995 bei den Europameisterschaften in Wien wurde Pickering über 100 Meter Freistil Dritte hinter Franziska van Almsick und der Dänin Mette Jacobsen. Über 200 Meter Freistil siegte die Deutsche Kerstin Kielgaß vor der Schwedin Malin Nilsson. 0,17 Sekunden hinter Nilsson schlugen Jacobsen und Pickering zeitgleich an und erhielten beide eine Bronzemedaille. Eine dritte Bronzemedaille erkämpfte Pickering mit der 4-mal-100-Meter-Freistilstaffel in der Besetzung Claire Huddart, Sue Rolph, Karen Pickering und Alex Bennett. Ende 1995 wurde Pickering Siebte über 100 Meter Freistil bei den Kurzbahnweltmeisterschaften in Rio de Janeiro. Bei den Olympischen Spielen 1996 in Atlanta trat Pickering in fünf Wettbewerben an. Sie wurde 14. über 100 Meter Freistil und 13. über 200 Meter Freistil. Pickering schwamm auch in allen drei Staffeln, erreichte aber kein Finale.

### 1997 bis 2000
Im April 1997 bei den Kurzbahnweltmeisterschaften in Göteborg schwamm Pickering mit der britischen 4-mal-100-Meter-Freistilstaffel auf den vierten Platz, die 4-mal-200-Meter-Freistilstaffel schlug als Fünfte an. Im August bei den Europameisterschaften in Sevilla wurde Pickering Fünfte über 100 Meter Freistil und Sechste über 200 Meter Freistil. Die 4-mal-200-Meter-Freistilstaffel belegte den fünften Platz und die 4-mal-100-Meter-Freistilstaffel hatte als Vierte über eine Sekunde Rückstand auf die drittplatzierten Russinnen. In der abschließenden Lagenstaffel siegten die Deutschen vor den Russinnen. Sarah Price, Jaime King, Caroline Foot und Karen Pickering erkämpften die Bronzemedaille. Anfang 1998 fanden wie sieben Jahre zuvor die Weltmeisterschaften in Perth statt. Pickering schwamm sowohl über 100 Meter Freistil als auch über 200 Meter Freistil ins B-Finale. Mit der 4-mal-100-Meter-Freistilstaffel wurde sie Siebte und mit der 4-mal-200-Meter-Freistilstaffel erreichte sie den sechsten Platz. Die Commonwealth Games 1998 fanden im September in Kuala Lumpur statt. Pickering belegte den fünften Platz über 100 Meter Freistil und wurde über 200 Meter Freistil Zweite hinter Susie O’Neill. Zwei weitere Silbermedaillen gewann Pickering mit den beiden Freistilstaffeln. Bei den Kurzbahneuropameisterschaften 1998 in Sheffield siegte die deutsche 4-mal-50-Meter-Freistilstaffel vor den Niederländerinnen. Die britische Staffel mit Alison Sheppard, Claire Huddart, Karen Pickering und Sue Rolph erschwamm die Bronzemedaille.
Anfang April 1999 fanden die Kurzbahnweltmeisterschaften in Hongkong statt. Pickering wurde Fünfte über 200 Meter Freistil. Die 4-mal-200-Meter-Freistilstaffel mit Claire Huddart, Karen Legg, Nicola Jackson und Karen Pickering holte die Silbermedaille hinter den Schwedinnen. Die 4-mal-100-Meter-Freistilstaffel mit Alison Sheppard, Claire Huddart, Karen Pickering und Sue Rolph siegte mit über zwei Sekunden Vorsprung vor den Niederländerinnen und den Australierinnen. Die Europameisterschaften 1999 wurden Ende Juli in Istanbul ausgetragen. Die 4-mal-100-Meter-Freistilstaffel mit Sheppard, Huddart, Pickering und Rolph erschwamm die Bronzemedaille hinter den Deutschen und den Schwedinnen. Die 4-mal-200-Meter-Freistilstaffel mit Legg, Jackson, Karen Nisbet und Pickering hatte als Vierte im Ziel 0,25 Sekunden Rückstand auf die drittplatzierten Rumäninnen. Über 100 Meter Freistil und über 200 Meter Freistil wurde Pickering jeweils Sechste. Zum Abschluss der Wettkämpfe gewann die schwedische Lagenstaffel vor den Deutschen. Dahinter erkämpften Katy Sexton, Zoë Baker, Sue Rolph und Karen Pickering die Bronzemedaille. In der Besetzung Katy Sexton, Zoë Baker, Nicola Jackson und Karen Pickering gewann die 4-mal-50-Meter-Lagenstaffel im Dezember 1999 eine Bronzemedaille bei den Kurzbahneuropameisterschaften in Lissabon.
Noch umfangreicher als 1999 war das internationale Wettkampfprogramm im Olympiajahr 2000. Im März bei den Kurzbahnweltmeisterschaften in Athen wurde Pickering Fünfte über 100 Meter Freistil und Vierte über 200 Meter Freistil. Die 4-mal-200-Meter-Freistilstaffel siegte in der Besetzung Claire Huddart, Nicola Jackson, Karen Legg und Karen Pickering mit anderthalb Sekunden Vorsprung vor der Staffel aus den Vereinigten Staaten und stellte dabei einen Weltrekord auf der Kurzbahn auf. In der 4-mal-100-Meter-Freistilstaffel siegten die Schwedinnen vor den Deutschen, Sheppard, Huddart, Legg und Pickering erhielten die Bronzemedaille. Zum Abschluss der Wettbewerbe wurde Pickering Fünfte mit der britischen Lagenstaffel. Im Juli fanden in Helsinki die Europameisterschaften auf der 50-Meter-Bahn statt. Über 100 Meter Freistil wurde Pickering Vierte mit 0,36 Sekunden Rückstand auf die drittplatzierte Mette Jacobsen. Im September wurden in Sydney die Olympischen Spiele 2000 eröffnet. Pickering wurde Zehnte über 100 Meter Freistil und schied über 200 Meter Freistil als 18. der Vorläufe aus. Nachdem Pickering bei ihren ersten beiden Olympiateilnahmen nicht einmal das A-Finale erreicht hatte, gelang ihr dies in Sydney mit allen drei Staffeln. Die 4-mal-100-Meter-Freistilstaffel mit Pickering, Sheppard, Rosalind Brett und Rolph schlug als Fünfte mit 0,24 Sekunden Rückstand auf die Bronzemedaille an. Die 4-mal-200-Meter-Freistilstaffel mit Jackson, Legg, Janine Belton und Pickering hatte auf dem sechsten Platz fünf Sekunden Rückstand auf den dritten Platz. Schließlich wurde die 4-mal-100-Meter-Lagenstaffel mit Sexton, Heidi Earp, Rolph und Pickering Siebte mit dreieinhalb Sekunden Rückstand auf Bronze. Im Dezember 2000 trat Pickering noch bei den Kurzbahneuropameisterschaften in Valencia an. Nach einem fünften Platz über 100 Meter Freistil erschwamm sie über 200 Meter Freistil die Silbermedaille hinter der Slowakin Martina Moravcová und vor Karen Legg. Die 4-mal-50-Meter-Freistilstaffel mit Sheppard, Rolph, Pickering und Brett wurde mit 0,18 Sekunden Rückstand Zweite hinter den Schwedinnen.

### 2001 bis 2004
2001 trat Pickering nur bei einer internationalen Meisterschaft in Erscheinung. Bei den Weltmeisterschaften in Fukuoka siegte die deutsche 4-mal-100-Meter-Freistilstaffel mit 1,22 Sekunden Vorsprung. Dahinter schlugen die Staffeln aus den Vereinigten Staaten und die Britinnen zeitgleich an und erhielten beide die Silbermedaille. Alison Sheppard, Melanie Marshall, Rosalind Brett und Karen Pickering hatten 0,38 Sekunden Vorsprung auf die viertplatzierten Schwedinnen. In der 4-mal-200-Meter-Freistilstaffel wurden die Staffeln aus den Vereinigten Staaten und aus Australien disqualifiziert. Nicola Jackson, Janine Belton, Karen Legg und Karen Pickering gewannen den Weltmeistertitel mit über zweieinhalb Sekunden Vorsprung vor den Deutschen. Zum Abschluss der Wettbewerbe schwamm Pickering im Vorlauf in der Lagenstaffel, die im Endlauf den sechsten Platz erreichte. Auch 2002 konzentrierte sich Pickering auf einen internationalen Höhepunkt: die Commonwealth Games 2002 in Manchester. Pickering belegte den vierten Platz über 100 Meter Freistil. Über 200 Meter Freistil gelang ihr nach Bronze 1994 und Silber 1998 nun der Sieg mit 0,17 Sekunden Vorsprung vor Karen Legg. Hinzu kamen die Silbermedaille mit der 4-mal-100-Meter-Freistilstaffel und die Goldmedaille mit der 4-mal-200-Meter-Freistilstaffel.
2003 bei den Weltmeisterschaften in Barcelona belegte Pickering mit der 4-mal-100-Meter-Freistilstaffel den fünften Platz. Über 200 Meter Freistil schied sie als Elfte im Halbfinale aus. Die britische 4-mal-200-Meter-Freistilstaffel belegte den vierten Platz. Ende 2003 wurde Pickering mit der 4-mal-50-Meter-Freistilstaffel Vierte bei den Kurzbahneuropameisterschaften in Dublin. Zum Abschluss ihrer Karriere erreichte Pickering mit beiden Freistilstaffeln das Finale bei den Olympischen Spielen 2004 in Athen. Die 4-mal-100-Meter-Freistilstaffel mit Melanie Marshall, Kathryn Evans, Karen Pickering und Lisa Chapman wurde Sechste mit über drei Sekunden Rückstand auf den dritten Platz. In der 4-mal-200-Meter-Freistilstaffel hatten Melanie Marshall, Georgina Lee, Caitlin McClatchey und Karen Pickering 1,76 Sekunden Rückstand auf die Bronzemedaille.
Die 1,77 Meter große Karen Pickering schwamm für den Ipswich Swim Club. 1994 wurde sie Member des Order of the British Empire. Von ihrem Karriereende 2004 bis 2016 war sie Sprecherin der britischen Athletenkommission.